# Demospôngias
Demospôngias (Demospongiae; do grego demos, povo + spongos, esponja) é uma classe do filo Porifera que inclui a maior variedade das esponjas modernas. Diferenciam-se por possuírem um esqueleto de fibras de espongina, uma substância exclusiva destes animais.
Todas as Demospongiae são leuconoides e a maioria é irregular, mas existem todos os tipos de padrões de crescimento. Algumas são incrustantes, outras têm um aspecto de ramificações ascendentes ou plataformas irregulares e outras ainda têm formas de cordão ou são foliáceas.
São encontradas em ambientes marinhos desde a zona de maré até profundidades de cerca de 9 000 m, assim como em ambientes transicionais e aquáticos de águas doces.

## Classificação
A classificação do grupo a nível de ordem é baseada na composição do esqueleto, forma e comportamento das espículas, se fusionadas ou não.
Hooper e van Soest descreverem a seguinte classificação das Demospôngias (a nível de ordem) :
- Subclasse Tetractinomorpha Lévi, 1953
  - Astrophorida Sollas, 1888
  - Chondrosida Boury-Esnault e Lopès, 1985
  - Hadromerida Topsent, 1894
  - Lithistida Sollas, 1888
  - Spirophorida Bergquist e Hogg, 1969
- Subclasse Ceractinomorpha Lévi, 1953
  - Agelasida Verrill, 1907
  - Dendroceratida Minchin, 1900
  - Dictyoceratida Minchin, 1900
  - Halichondrida Gray, 1867
  - Halisarcida Bergquist, 1996
  - Haplosclerida Topsent, 1928
  - Poecilosclerida Topsent, 1928
  - Verongida Bergquist, 1978
  - Verticillitida Termier e Termier, 1977

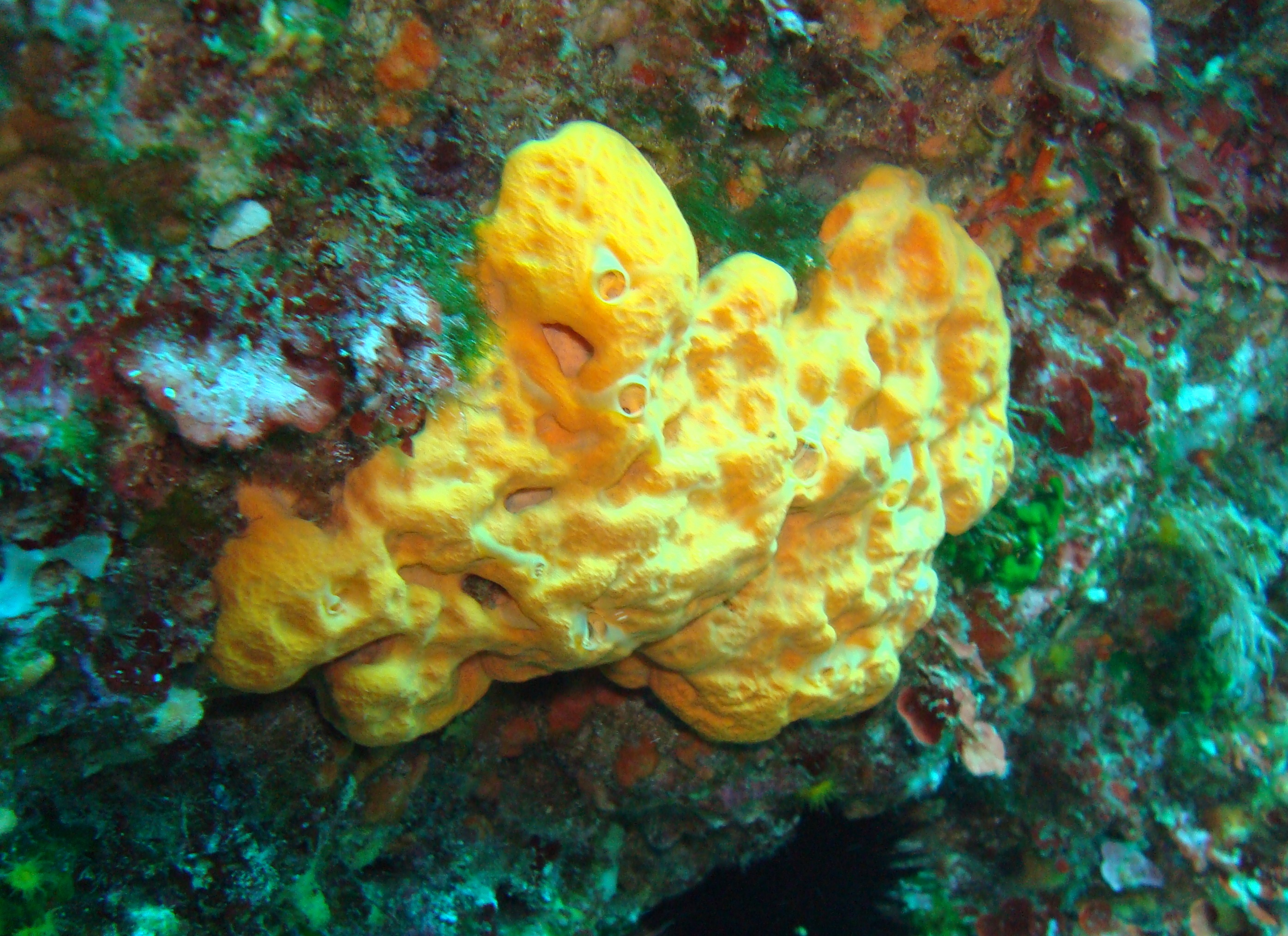
Agelas oroides (Agelasida)
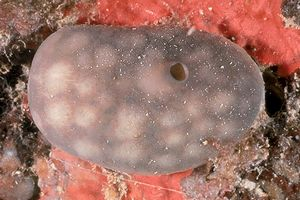
Chondrosia reniformis (Chondrosida)
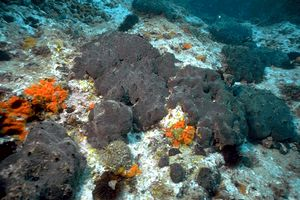
Spongia officinalis (Dictyoceratida)
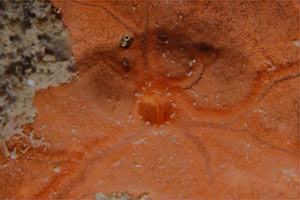
Spirastrella cunctatrix (Hadromerida)
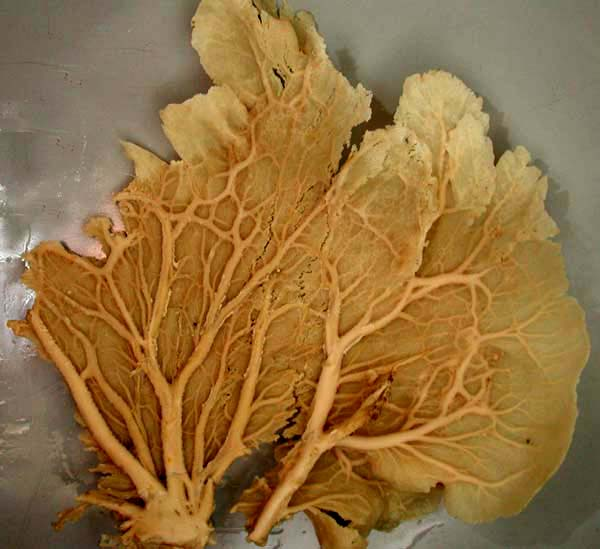
Phakellia sp. (Halichondrida)
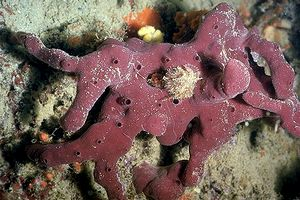
Petrosia ficiformis (Haplosclerida)
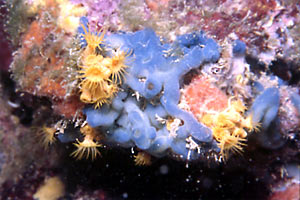
Oscarella lobularis (Homosclerophorida)
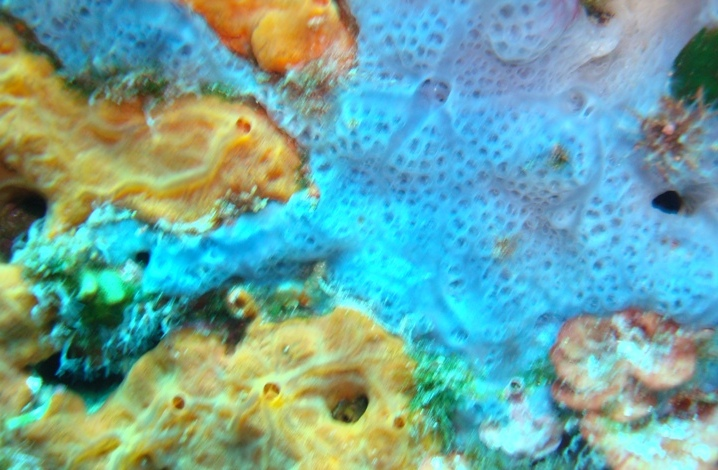
Phorbas tenacior (Poecilosclerida)
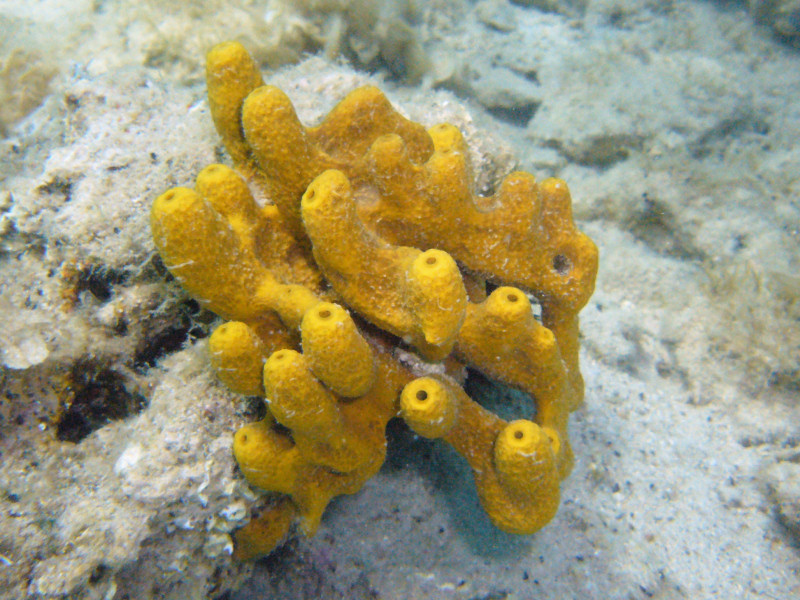
Aplysina aerophoba (Verongida)